# David Lowery
David Lowery   (San Antonio, 10 de setembre de 1960) David Charles Lowery, és un guitarrista, vocalista, compositor, matemàtic i activista nord-americà. És el fundador del grup de rock alternatiu "Camper Van Beethoven" i el cofundador de Cracker, un grup de rock més tradicional. Lowery va llançar el seu primer àlbum en solitari, The Palace Guards, el febrer de 2011.

## Biografia
Vida personal i carrera musical
Lowery era fill d'un pare de carrera de la Força Aèria. Ha descrit els seus pares com "una dona de la classe treballadora anglesa i un hillbilly". La seva família es va traslladar moltes vegades durant la seva joventut abans d'establir-se a Redlands, Califòrnia, on va assistir a l'escola secundària. Es va involucrar en la música com a membre de la banda "Sitting Ducks", que tocava una barreja de punk i rock àcid, juntament amb el que Lowery va descriure com "música falsa amb so rus". "Sitting Ducks" va evolucionar cap a Camper Van Beethoven, format el 1983 a Santa Cruz, Califòrnia. La banda és més coneguda per la seva versió de la cançó de Status Quo "Pictures of Matchstick Men" del LP Key Lime Pie i la seva composició original "Take the Skinheads Bowling", de l'LP debut de la banda el 1985, Telephone Free Landslide Victory, que va ser posteriorment. Apareix a la pel·lícula de Michael Moore Bowling for Columbine.
A principis de la dècada de 1990, Lowery va formar Cracker amb el guitarrista i amic de molt de temps Johnny Hickman i el baixista Davey Faragher. Cracker va rebutjar el so indie-rock de Camper Van Beethoven a favor d'un so més tradicional, roots-rock. Els èxits més importants de Cracker són "Teen Angst (What the World Needs Now)" del seu LP homònim, publicat el 1992, i "Low", de Kerosene Hat de 1993. Cracker continua actuant avui, tot i que Camper Van Beethoven també s'ha reformat, llançant una versió de tot l'àlbum de Fleetwood Mac Tusk el 2002 i diversos àlbums nous de música original, començant amb New Roman Times el 2004.
De 1990 a 1995, Lowery i Hickman també van col·laborar freqüentment amb la banda alemanya Freiwillige Selbstkontrolle (a/k/a FSK) i ocasionalment van ser llistats com a membres de ple dret. Lowery va produir i interpretar als àlbums de FSK Son Of Kraut (1991), The Sound Of Music (1993) i International (1995), als quals també va contribuir amb algunes de les seves pròpies composicions (per exemple, "Red Sonja" i "Dr Bernice" a El so de la música). Tant Lowery com Hickman també es van unir a FSK per fer gires de concerts a Europa i als Estats Units.

## Altres activitats
Lowery es va graduar a la Universitat de Califòrnia a Santa Cruz el 1984 amb una llicenciatura en matemàtiques. Va obtenir un Ed.D. de la Universitat de Geòrgia de l'any 2018. Ha treballat com a "quant" (un comerciant de derivats i analista financer) i ha iniciat una sèrie de negocis relacionats amb la música, incloent un estudi, una companyia discogràfica i una editorial. L'àmplia experiència de Lowery en els negocis va portar al seu nomenament com a professor al programa de negocis musicals de la Universitat de Geòrgia. Charles Pitter de PopMatters ha dit que:
| «                 | a més d'aquest treball, Lowery ensenya com a conferenciant i té un alt perfil constant als mitjans de comunicació com a defensor dels drets dels artistes. Com a tal, gairebé es podria dir que Lowery s'ha convertit en la veu de una generació; tanmateix, sembla probable que descartaria aquest títol com a blasfem sense sentit. | » |
| — Charles Pitter, | |   |

Lowery és crític amb l'era d'Internet i diu que les coses poden anar pitjor ara per als músics que treballen que no pas amb l'antic sistema de gravació. El 2012, va donar una xerrada àmpliament compartida anomenada "Coneix el nou cap, pitjor que el vell cap" en què va criticar Pandora Radio per les baixes royalties dels compositors, afirmant haver guanyat menys de 17 dòlars amb un milió de reproduccions de la seva cançó "Low".
El 2017, Spotify va resoldre una demanda col·lectiva iniciada per Lowery i Melissa Ferrick que cobria drets d'autor mecànics no pagats. Com a part de l'acord, Spotify va crear un fons per valor de més de 40 milions de dòlars per compensar els compositors i editors afectats. El gener de 2019, Lowery va resoldre una demanda contra Napster, que es referia a drets d'autor mecànics no pagats.